# LAPV Enok
Der LAPV Enok (von engl. „Light Armoured Patrol Vehicle“) ist ein deutsches geschütztes Fahrzeug für 2 bis 10 Personen, das zur neu entwickelten LAPV-Fahrzeuggeneration von geschützten Führungs- und Funktionsfahrzeugen (GFF) der Bundeswehr gehört. 

## Hintergrund
Bei dem Fahrzeug handelt es sich um eine Weiterentwicklung des Bundeswehr-Geländewagens Wolf in seiner Sonder-Schutz-Ausstattung (kurz SSA). Hersteller ist die ACS Armoured Car Systems GmbH mit Sitz in Derching bei Friedberg (Bayern), eine hundertprozentige Tochtergesellschaft der Gruma Nutzfahrzeuge GmbH mit Sitz ebenfalls in Derching. Weitere wichtige Unterlieferanten sind die Unternehmen LeTech - Special Purpose Vehicles (ehemals Lennartz Technik) in Welzheim und für den Antrieb auf Basis des Puch G und Mercedes-Benz G-Klasse die österreichische Magna Steyr mit Sitz in Graz.
In die Entwicklung des Enok floss die langjährige Erfahrung aus den Auslandseinsätzen der Bundeswehr mit den verschiedenen Ausführungen des Mercedes-Benz „Wolf“ (W 461 mit zuschaltbarem Allradantrieb) ein. Hieraus resultierte unter anderem eine größere Wattiefe durch die höher gelegte Karosserie sowie mehr Federweg. Das Fahrzeug besitzt daher gute Schlechtwegeeigenschaften und ist für den Einsatz unter schwierigen Bedingungen geeignet. Die Höchstgeschwindigkeit auf der Straße beträgt rund 95 km/h beim Enok 5.4 und 120 km/h beim Enok 6.1; die Reichweite liegt bei 500 km. Bei der Bundeswehr trägt es den Gattungsnamen „Enok“, ein anderer Name für den Marderhund, und ist in den Varianten LAPV Enok 5.4 und LAPV Enok 6.1 im Einsatz und als Variante 9.5 und 14.8 Verfügbar. Weitere Varianten sind bei Spezialkräften des KSK und polizeilichen Behörden in Verwendung, wie beispielsweise Spezialeinheiten der deutschen Bundespolizei GSG 9.

## Aufbau und Schutz
Der LAPV Enok ist anders als der bis dahin verwendete Wolf SSA mit einem Panzerstahl-Monocoque mit Vorschaltung ausgestattet und schützt nach dem NATO-Standard STANAG 4569 Level 2 gegen Hartkernmunition. Die Panzerung bietet einen ballistischen Rundumschutz gegen panzerbrechende Sturmgewehrmunition bis zum Kaliber 7,62 × 39 mm und einen Minenschutz der Klasse 2a (Explosion unter Rad) gegen Panzerabwehrminen mit einer Sprengkraft von 6 kg. Der Schutz wurde bei der Wehrtechnischen Dienststelle 91 vom Bundesamt für Wehrtechnik und Beschaffung und dem Nutzer, der Bundeswehr, geprüft und entspricht den Forderungen der Bundeswehr aus dem Projekt Geschützte Führungs- und Funktionsfahrzeuge (kurz GFF) der Klasse 1. Wie der Wolf kann auch der Enok in dem mittelschweren Transporthubschrauber CH-53G, dem schweren Transporthubschrauber CH-47 und dem Transportflugzeug A400M luftverladen werden. Außenlastflüge sind aufgrund fehlender Ösen nicht möglich.

## Varianten
- Enok AB (Airborne), Luftbeweglich, leicht dank Aluminiumrahmen
- Tankhunter, verwendet Spike Waffenanlage von Rafael, verschießt Spike LR und Spike ER Lenkflugkörper[4]
- Enok 5.4 Feldjägerfahrzeug
- Enok 5.4 Hundeführerfahrzeug
- Enok 5.4 Patrouillenfahrzeug
- Enok 5.4 Kampfmittelbeseitiger[5]
- Enok 9.5, 2–8 Personen, Schutz bis Stanag 2, bei 3 t Nutzlast und 160 kW Leistung
- Enok 14.8 für 2–10 Personen, Schutzklasse bis Stanag 3, 5 t Nutzlast und 240 kW[6]

## Bestellungen
Alle an dem Wettbewerb zum Projekt GFF der Klasse 1 beteiligten Fahrzeuge (Gavial, Mungo 3, Frettchen und Enok) wurden vom Bundesamt für Wehrtechnik und Beschaffung im Jahr 2008 als unzureichend abgelehnt. Dennoch wurde durch die Bundeswehr im selben Jahr, im Rahmen eines einsatzbedingten Sofortbedarfs, eine kleine Anzahl der von Mercedes-Benz angebotenen Enok bestellt. Ende 2010 fiel die Wahl des Bundesamts für Wehrtechnik und Beschaffung schließlich auf den Enok, und ein erstes Los von 45 Fahrzeugen wurde zur Auslieferung bis Ende 2010 bestellt sowie weitere Beschaffung für 2011 und 2012 geplant. Das hatte zur Folge, dass 2014 ca. 130 Fahrzeuge in verschiedenen Versionen existierten. Anfang 2015 bestellte die Bundeswehr 84 weitere Fahrzeuge im Wert von 56,3 Mio. Euro, die bis Ende 2017[veraltet] ausgeliefert sein sollen. Darunter sind auch 49 Einheiten vom Typ Enok 6.1 für das Kommando Spezialkräfte (KSK), der eine verbesserte Panzerung besitzt und aufgrund des namensgebenden zulässigen Gesamtgewichts von 6,1 Tonnen eine erhöhte Zuladung von 1,3 Tonnen erlaubt.
Seit Mitte 2018 verfügt die Bundespolizei über 7 Fahrzeuge des Typs LAPV Enok 6.1 unter dem Namen Geschütztes Einsatzfahrzeug 2 – Luftsicherheit (GEF-2 LuSi), weitere 21 Fahrzeuge sollten bis Mitte 2019 beschafft werden. Sie sollten mit einer fernbedienbaren Waffenstation FLW 100 und dem HK Maschinengewehr MG5A1 ausgerüstet und an Flughäfen stationiert werden.

### Nutzer
- Deutschland:
  - Bundespolizei: 28 Fahrzeuge
  - Bundeswehr: 250 Fahrzeuge bei den Feldjägern und beim KSK
  - Landespolizeien:
    - Polizei Bayern: 2 Fahrzeuge seit 2020, olivgrüne Farbgebung[13][14][15][16]
    - Polizei Niedersachsen: 1 Fahrzeug seit 2020[17]
- Finnland: Poliisi (Polizei): 15 Fahrzeuge[18]
- Österreich: Bundespolizei[19]
- Schweizer Armee
- Niederlande: Niederländische Fallschirmtruppen
- Tschechien: Heer (Variante Enok AB)[20]
- Rumänien: Streitkräfte (Variante Enok AB)[21]

## Kraftfahrausbildung
Seit Juni 2010 erfolgt im Kraftfahrausbildungszentrum Burg in Burg (bei Magdeburg) die Fahrausbildung für den Enok.

## Technische Daten Enok 5.4 und 6.1
| Typ                      | Enok 5.4                                                                   | Enok 6.1                                                                   |
| ------------------------ | -------------------------------------------------------------------------- | -------------------------------------------------------------------------- |
| Höhe                     | 1900 mm (Dachoberkante); 2170 mm (über Dachluke)                           | 2312 mm (über Dachluke)                                                    |
| Breite                   | 1900 mm (2440 mm über Spiegel)                                             | 2120 mm (2400 mm über Spiegel)                                             |
| Länge                    | 4720 mm                                                                    | 4968 mm                                                                    |
| Radstand                 | 2850 mm                                                                    | 2850 mm                                                                    |
| Spurweite                | 1550 mm                                                                    | 2120 mm                                                                    |
| Wendekreis               | 13,6 m                                                                     | 14,0 m                                                                     |
| Achsen                   | Starrachsen                                                                | Portalachsen                                                               |
| Motor                    | Dieselmotor Mercedes-Benz OM642                                            | Dieselmotor Mercedes-Benz OM642                                            |
| Leistung                 | 135 kW (184 PS)                                                            | 135 kW (184 PS)                                                            |
| Höchstgeschwindigkeit    | >95 km/h                                                                   | 120 km/h                                                                   |
| Getriebe                 | 5-Gang Automatik                                                           | 5-Gang Automatik                                                           |
| zulässiges Gesamtgewicht | 5,4 t                                                                      | 6,2 t                                                                      |
| Nutzlast                 | 930 kg–1300 kg                                                             | 1000 kg                                                                    |
| Dachlast                 | 200 kg                                                                     | 200 kg                                                                     |
| Bodenfreiheit            | 220 mm Achskörper, 390 mm Bodenplatte                                      | 412 mm (dank Portalachsen)                                                 |
| Wattiefe                 | 600 mm                                                                     | 800 mm (Süßwasser)                                                         |
| Steigfähigkeit           | 60 %                                                                       | 60 %                                                                       |
| Schräglage               | 30 %                                                                       | 30 %                                                                       |
| Böschungswinkel          | n.A.                                                                       | vorne 45°, hinten 42°                                                      |
| Bewaffnung               | optional fernbedienbare leichte Waffenstation FLW 100 oder Drehringlafette | optional fernbedienbare leichte Waffenstation FLW 100 oder Drehringlafette |
| Besatzung                | 2–6 Personen                                                               | 2–6 Personen                                                               |
| Funkgerät                | SEM 90                                                                     | SEM 90                                                                     |
| Abgasstufe               | EURO 3                                                                     | EURO 3                                                                     |